# Kinder Bueno
Pour les articles homonymes, voir Kinder (homonymie) et Bueno.
Kinder Bueno est une marque commerciale apposée sur une barre chocolatée fabriquée par le groupe d'industrie agroalimentaire Ferrero. Cette marque est une déclinaison de la marque « Kinder ».

## Histoire
Initialement lancé en Italie en 1990, le groupe Ferrero l'a étendu à l'Amérique latine (Brésil, Argentine et Mexique), à la Malaisie, à Israël et à la Grèce, au milieu des années 1990, puis en Allemagne, France en 1991 et en Espagne à partir de 1999. Depuis 2004, ce produit est aussi commercialisé en Grande-Bretagne et au Canada.
Aujourd'hui, cette marque est première en volume de vente de barre chocolatée en France.
À partir de 2006, le groupe Ferrero commercialise une nouvelle marque (Kinder Bueno White) pour une déclinaison de ce produit. Celui-ci est aujourd'hui commercialisé en Espagne, Portugal, Italie, France, Lituanie, Irlande du Nord, Croatie, République tchèque, Slovénie, Irlande, Pologne, Grèce, Hongrie, Allemagne, Pays-Bas, Belgique, Finlande, La Réunion, Liban et en Australie.
Ces transformations agro-alimentaires sont fabriquées dans l'usine du groupe Ferrero de Villers-Écalles (Seine-Maritime), lieu où se fabriquent également des transformations sucrées de marque Nutella.
Une édition limitée à la noix de coco a également été commercialisée, de même qu'une version au chocolat noir.

## Composition

### Composition Kinder Bueno
Chocolat au lait 31,5 % (sucre, beurre de cacao, pâte de cacao, lait écrémé en poudre, beurre concentré, émulsifiants: lécithines [soja], vanilline), sucre, huile de palme, farine de froment, noisettes broyées 10,8 %, lait écrémé en poudre, lait en poudre, chocolat noir (sucre, pâte de cacao, beurre de cacao, émulsifiants: lécithines de soja, vanilline), cacao maigre, émulsifiants: lécithines [soja], poudres à lever (carbonate acide de sodium, carbonate acide d’ammonium), sel, vanilline synthétique.

### Composition Kinder Bueno White
Chocolat blanc 28 % (beurre de cacao, sucre, lait écrémé en poudre, beurre concentré, émulsifiants : lécithine de soja, arôme), sucre, huile de palme, farine de froment, lait écrémé en poudre, lait en poudre, noisettes broyées 5 %, lactosérum en poudre, amidon de froment, cacao maigre 0,4 %, huile de tournesol, protéines de lait, émulsifiants : lécithine de soja, poudres à lever (carbonate acide d'ammonium, carbonate acide de sodium, arômes, sel.

### Valeurs nutritionnelles
Pour 100 g :
- Énergie : 575 kcal
- Lipides : 37,3 g
- Glucides : 53 g (dont 43,6 g de sucre)
- Protéines : 8,8 g

D'après l'étiquette d'un produit acheté en 2020 :
Pour 100 g :
- Énergie : 572 kcal
- Lipides : 37,3 g (dont 17.3 g d'acides gras saturés)
- Glucides : 49,5 g (dont 41,2 g de sucre)
- Protéines : 8,6 g
- Sel : 0.272 g

Une pièce : 21.5 g, 122 kcal
Un sachet : 43 g, 244 kcal

## Fabrication
En fin de cuisson, des gaufrettes sont fourrées d’une pâte fraîchement préparée puis plongée dans un bain de chocolat. Toute imperfection de cette friandise entraîne la mise à l’écart du produit qui sera recyclé en farine pour l’alimentation animale.

## Publicité
Dans les années 2000, le joueur de tennis Jo-Wilfried Tsonga apparaît pour une campagne publicitaire Kinder Bueno.